# Ліан Таннер
Ліан Таннер (англ. Lian Tanner; народилася 17 березня 1951 року в Тасманії, Австралія) — австралійська дитяча письменниця, яка живе на півдні Тасманії.
Таннер є авторкою фентезійної трилогії дитячих книжок «Хранителі». Перша книжка серії «Музей злодіїв» вийшла 2010 року. Вона вийшла в Австралії, США та Індії, а також у перекладах німецькою, турецькою, китайською, індонезійською, тайською, бразильською португальською, іспанською, українською, російською та болгарською мовами.
Перш ніж почати писати художню літературу, Таннер змінила багато робіт, зокрема працювала учителькою в Австралії та Папуа-Новій Гвінеї. Крім того, працювала журналісткою, редакторкою й акторкою. У 1970-х і 80-х роках Таннер була учасницею феміністичного фолкгурту The Ovarian Sisters.

## Нагороди
Книжка Таннер «Музей злодіїв» отримала низку схвальних відгуків. 2010 року вона здобула премію Aurealis Award Excellence in Fiction: Children's Long Fiction, була відзначена як визначна книжка в рамках премії Австралійська дитяча книжка року 2011 року, а також увійшла до коротких списків 2010 року премії Австралійських незалежних книготорговців та Премії австралійських логопедів. Крім того, Комітет дитячої книги Бенк-стріт обрав «Музей злодіїв» однією з найкращих дитячих книжок року. Вона була однією з «50 книг, від яких неможливо відірватися» в рамках австралійської кампанії «Get Reading!» 2011 року і була відзначена як «Білий ворон» Міжнародною юнацькою бібліотекою в Мюнхені.
«Місто брехні», друга книжка трилогії «Хранителі», отримала премію «Ауреаліс» за дитячу художню книжку 2011 року. 2020 року Таннер та ілюстратор Джонатан Бентлі отримали премію Патриції Райтсон з дитячої літератури на літературній премії прем’єр-міністра Нового Південного Уельсу за книжку «Елла та океан». За книжку «Розгадка для Клари» Таннер здобула нагороду Davitt Award  2021 року за найкращий дитячий кримінальний роман.

## Книжки
- Щури! (2009)[13]
- Елла та океан (2019)[14]
- Підказка для Клари (2020)[15]
- Помста Рити (2022)[16]

Серія «Хранителі»:
- Музей злодіїв (2010)[17]
- Місто брехні (2011)[18]
- Шлях звірів (2012)[19]

Серія «Приховані»:
- Криголам (2013)[20]
- Затонула глибина (2014)[21]
- Пісня Носильника (2016)[22]; опубліковано як Battlesong[23] у Сполучених Штатах[24]

Трилогія «Розбійники»:
- Випадкові герої (2017)[25]
- Таємні охоронці (2018)[26]
- Воїни з привидами (2019)[27]

## Переклади українською
- Серія «Хранителі»: 2019 року у видавництві «Nebo BookLab Publishing» вийшла перша книжка серії — «Музей крадіїв», перекладач — Юрій Вітяк. 2022 року вийшла друга книжка серії — «Місто брехні», перекладач — Юрій Вітяк.

## Зовнішні посилання
- Офіційний сайт